# Chiara Scuvera
Chiara Scuvera (Mazzarino, 2 giugno 1975) è una politica italiana.

## Biografia

### Elezione a deputato
Alle elezioni politiche del 2013 viene eletta deputata della XVII legislatura della Repubblica Italiana nella circoscrizione V Lombardia per il Partito Democratico. Arriva prima tra i non eletti alle Elezioni politiche in Italia del 2018 nel Collegio uninominale Lombardia 4 - 02.